# Пашти, Геза
Геза Пашти (хорв. Geza Pašti; 1936, Чепин — 11 апреля 1967, Осиек) — хорватский радикальный националист и террорист, глава и основатель Хорватского революционного братства, один из известнейших хорватских политических эмигрантов.

## Биография
Геза Пашти родился в городке Чепин, где с XVI века отмечено венгерское этническое присутствие. Из Югославии Пашти бежал в 1952 году. Осел в Австралии, где в 1961 году в Сиднее основал Хорватское революционное братство и стал его руководителем. Пашти стал автором ряда документов, в том числе «Основных начал», «Дисциплинарных правил» и «Присяги» ХРБ. Был причастен к организации ряда антиюгославских выступлений и даже терактов.
В 1965 году УДБА, югославская служба безопасности, обнаружила Пашти во французской Ницце, где он проживал в гостинице. Что произошло позднее, до сих пор остаётся засекреченным, но доподлинно известно, что Пашти был схвачен, доставлен в СФРЮ, подвергнут пыткам и убит. В документах УДБА указаны следующие данные ликвидации Пашти: 11 апреля 1967 в Осиеке. Эти документы опровергают версию, что он мог быть завербован югославскими спецслужбами. Документы же с описанием его ликвидации до сих пор не рассекречены, имена ликвидаторов остаются также неизвестными.
После похищения югославскими спецслужбами Гезы Пашти в ХРБ предположили, что Пашти был экстрадирован в Югославию и убит (что и подтвердилось в дальнейшем). И тогда главой ХРБ стал Йосип Сенич.